# Copa Libertadores 2020
Copa CONMEBOL Libertadores 2020 là giải đấu lần thứ 61 của CONMEBOL Libertadores (hay còn gọi là Copa Libertadores) dành cho các câu lạc bộ bóng đá hàng đầu Nam Mỹ được tổ chức bởi CONMEBOL.
Ngày 17 tháng 10 năm 2019, CONMEBOL công bố trận chung kết sẽ được tổ chức tại Maracanã ở Rio de Janeiro, Brazil diễn ra vào ngày 21 tháng 11 năm 2020. Đội vô địch Copa Libertadores 2020 sẽ đủ điều kiện tham dự Giải vô địch bóng đá thế giới các câu lạc bộ 2020 tại Qatar, đồng thời đối đầu với đội vô địch Copa Sudamericana 2020 giành cúp Recopa Sudamericana 2021. Đội vô địch cũng sẽ đặc cách bước vào vòng bảng Copa Libertadores 2021 mà không phải đá vòng sơ loại.
Vào tháng 3 năm 2018, chủ tịch Liga MX là Enrique Bonilla nói rằng, Liga MX và Major League Soccer (MLS) đã sẵn sàng bắt đầu các cuộc đàm phán để các đội Mexico tham dự trở lại và các đội thi đấu ở MLS tới từ Canada và Hoa Kỳ tham gia nếu họ đồng ý với các điều khoản mà các quan chức CONMEBOL đưa ra. Các đội tới từ Mexico đã rút khỏi Copa Libertadores kể từ năm 2017, nhưng có thể trở lại trong tương lai nếu vấn đề xung đột lịch trình tổ chức có thể được giải quyết.
Vào ngày 21 tháng 5 năm 2019, CONMEBOL thông báo rằng các câu lạc bộ phải vượt qua một số yêu cầu về điều kiện để tham dự Copa Libertadores và Copa Sudamericana 2020. Một trong những yêu cầu ban đầu là các đội phải thi đấu trong giải đấu cao nhất của hiệp hội thành viên, nhưng điều này đã bị xóa bỏ sau khi nhiều hiệp hội tuyên bố rằng họ sẽ không điều chỉnh các quy định của giải đấu vòng loại cho Copa Libertadores và Copa Sudamericana 2020.
Giải đấu đã bị hoãn sau lượt trận thứ 2 vòng bảng Copa Libertadores do đại dịch Covid-19 và sẽ trở lại vào ngày 15 tháng 9 năm 2020 trận chung kết Copa Libertadores sẽ được diễn ra vào cuối tháng 1 năm 2021.
 Đương kim vô địch của giải đấu hiện là Flamengo,nhưng họ đã đánh bại racing ở vòng 1/8 đội

## Đội tham dự
Có tổng cộng 47 đội bóng tới từ 10 hiệp hội thành viên CONMEBOL đủ điều kiện tham gia giải đấu:
- Đương kim vô địch Copa Libertadores
- Đương kim vô địch Copa Sudamericana
- Brazil: 7 suất
- Argentina: 6 suất
- Các hiệp hội khác: 4 suất

Các câu lạc bộ sẽ bắt đầu từ các giai đoạn như sau:
- Vòng bảng: 28 đội
  - Đương kim vô địch Copa Libertadores
  - Đương kim vô địch Copa Sudamericana
  - Các đội kết thúc giải vô địch quốc gia Brasil và Argentina ở hạng 1-5
  - Các đội kết thúc giải vô địch quốc gia các hiệp hội khác ở hạng 1-2
- Vòng loại thứ hai: 13 đội
  - Các đội kết thúc giải vô địch quốc gia Brasil ở hạng 6-7
  - Các đội kết thúc giải vô địch quốc gia Argentina ở hạng 6
  - Các đội kết thúc giải vô địch quốc gia Chile và Colombia ở hạng 3-4
  - Các đội kết thúc giải vô địch quốc gia các hiệp hội khác ở hạng 3
- Vòng loại thứ nhất: 6 đội
  - Các đội kết thúc giải vô địch quốc gia Bolivia, Ecuador, Paraguay, Peru, Uruguay và Venezuela ở hạng 4

| Hiệp hội               | Câu lạc bộ (suất dự)                                                     | Giai đoạn bắt đầu  | Tư cách tham dự |
| ---------------------- | ------------------------------------------------------------------------ | ------------------ | --- |
| Argentina · (6 suất)   | Racing (Argentina 1)                                                     | Vòng bảng          | Vô địch Superliga Argentina 2018–19                                                                                            |
| Argentina · (6 suất)   | Defensa y Justicia (Argentina 2)                                         | Vòng bảng          | Á quân Superliga Argentina 2018–19                                                                                             |
| Argentina · (6 suất)   | River Plate (Argentina 3)                                                | Vòng bảng          | Vô địch Copa Argentina 2018–19                                                                                                 |
| Argentina · (6 suất)   | Tigre (Argentina 4)                                                      | Vòng bảng          | Vô địch Copa de la Superliga 2019                                                                                              |
| Argentina · (6 suất)   | Boca Juniors (Argentina 5)                                               | Vòng bảng          | Hạng 3 Superliga Argentina 2018–19                                                                                             |
| Argentina · (6 suất)   | Atlético Tucumán (Argentina 6)                                           | Vòng loại thứ hai  | Hạng 5 |
| Bolivia · (4 suất)     | Bolívar (Bolivia 1)                                                      | Vòng bảng          | Vô địch Apertura 2019 |
| Bolivia · (4 suất)     | Jorge Wilstermann (Bolivia 2)                                            | Vòng bảng          | Vô địch Clausura 2019 |
| Bolivia · (4 suất)     | The Strongest (Bolivia 3)                                                | Vòng loại thứ hai  | Đội chung cuộc có thành tích tốt thứ nhất giải vô địch quốc gia nhưng chưa đủ điều kiện tham dự vòng bảng                      |
| Bolivia · (4 suất)     | San José (Bolivia 4)                                                     | Vòng loại thứ nhất | Đội chung cuộc có thành tích tốt thứ hai giải vô địch quốc gia nhưng chưa đủ điều kiện tham dự vòng bảng                       |
| Brasil · (7 + 1 suất)  | Flamengo (Brazil 1, đương kim vô địch giải)                              | Vòng bảng          | Vô địch Copa Libertadores 2019 và Campeonato Brasileiro Série A 2019                                                           |
| Brasil · (7 + 1 suất)  | Athletico Paranaense (Brazil 2)                                          | Vòng bảng          | Vô địch Copa do Brasil 2019 |
| Brasil · (7 + 1 suất)  | Santos (Brazil 3)                                                        | Vòng bảng          | Á quân Campeonato Brasileiro Série A 2019                                                                                      |
| Brasil · (7 + 1 suất)  | Palmeiras (Brazil 4)                                                     | Vòng bảng          | Hạng 3 Campeonato Brasileiro Série A 2019                                                                                      |
| Brasil · (7 + 1 suất)  | Grêmio (Brazil 5)                                                        | Vòng bảng          | Hạng 4 Campeonato Brasileiro Série A 2019                                                                                      |
| Brasil · (7 + 1 suất)  | São Paulo (Brazil 6)                                                     | Vòng bảng          | Hạng 6 Campeonato Brasileiro Série A 2019                                                                                      |
| Brasil · (7 + 1 suất)  | Internacional (Brazil 7)                                                 | Second stage       | Hạng 7 Campeonato Brasileiro Série A 2019                                                                                      |
| Brasil · (7 + 1 suất)  | Corinthians (Brazil 8)                                                   | Second stage       | Hạng 8 Campeonato Brasileiro Série A 2019                                                                                      |
| Chile · (4 suất)       | Universidad Católica (Chile 1)                                           | Vòng bảng          | Vô địch Giải bóng đá vô địch quốc gia Chile 2019                                                                               |
| Chile · (4 suất)       | Colo-Colo (Chile 2)                                                      | Vòng bảng          | Á quân Giải bóng đá vô địch quốc gia Chile 2019                                                                                |
| Chile · (4 suất)       | Palestino (Chile 3)                                                      | Vòng loại thứ hai  | Hạng 3 Giải bóng đá vô địch quốc gia Chile 2019                                                                                |
| Chile · (4 suất)       | Universidad de Chile (Chile 4)                                           | Vòng loại thứ hai  | Á quân Copa Chile 2019 |
| Colombia · (4 suất)    | Junior (Colombia 1)                                                      | Vòng bảng          | Vô địch Apertura 2019 |
| Colombia · (4 suất)    | América de Cali (Colombia 2)                                             | Vòng bảng          | Vô địch Finalización 2019 |
| Colombia · (4 suất)    | Deportes Tolima (Colombia 3)                                             | Vòng bảng          | Đội chung cuộc có thành tích tốt nhất giải Primera A 2019 nhưng chưa đủ điều kiện tham dự vòng bảng                            |
| Colombia · (4 suất)    | Independiente Medellín (Colombia 4)                                      | Vòng bảng          | Vô địch Copa Colombia 2019ref name="colombia"/>                                                                                |
| Ecuador · (4 + 1 suất) | Independiente del Valle (Ecuador 1, đương kim vô địch Copa Sudamericana) | Vòng bảng          | Vô địch Copa Sudamericana 2019                                                                                                 |
| Ecuador · (4 + 1 suất) | Delfín (Ecuador 2)                                                       | Vòng bảng          | Vô địch Serie A 2019 |
| Ecuador · (4 + 1 suất) | LDU Quito (Ecuador 3)                                                    | Vòng bảng          | Á quân Serie A 2019 |
| Ecuador · (4 + 1 suất) | Macará (Ecuador 4)                                                       | Vòng loại thứ hai  | Đội chung cuộc có thành tích tốt nhất giải Serie A 2019 nhưng chưa đủ điều kiện tham dự vòng bảng                              |
| Ecuador · (4 + 1 suất) | Barcelona (Ecuador 5)                                                    | Vòng loại thứ nhất | Đội chung cuộc có thành tích tốt thứ hai giải Serie A 2019 nhưng chưa đủ điều kiện tham dự vòng bảng                           |
| Paraguay · (4 suất)    | Olimpia (Paraguay 1)                                                     | Vòng bảng          | Vô địch Apertura 2019 và Clausura 2019                                                                                         |
| Paraguay · (4 suất)    | Libertad (Paraguay 2)                                                    | Vòng bảng          | Đội chung cuộc có thành tích tốt nhấ Giải bóng đá vô địch quốc gia Paraguay 2019 nhưng chưa đủ điều kiện tham dự vòng bảng     |
| Paraguay · (4 suất)    | Cerro Porteño (Paraguay 3)                                               | Vòng loại thứ hai  | Đội chung cuộc có thành tích tốt thứ hai Giải bóng đá vô địch quốc gia Paraguay 2019 nhưng chưa đủ điều kiện tham dự vòng bảng |
| Paraguay · (4 suất)    | Guaraní (Paraguay 4)                                                     | Vòng loại thứ nhất | Đội chung cuộc có thành tích tốt thứ ba Giải bóng đá vô địch quốc gia Paraguay 2019 nhưng chưa đủ điều kiện tham dự vòng bảng  |
| Perú · (4 suất)        | Binacional (Peru 1)                                                      | Vòng bảng          | Vô địch Liga 1 2019 |
| Perú · (4 suất)        | Alianza Lima (Peru 2)                                                    | Vòng bảng          | Á quân Liga 1 2019 |
| Perú · (4 suất)        | Sporting Cristal (Peru 3)                                                | Vòng bảng          | Hạng 3 Liga 1 2019 |
| Perú · (4 suất)        | Universitario (Peru 4)                                                   | Vòng loại thứ nhất | Đội chung cuộc có thành tích tốt nhất giải vô địch quốc gia nhưng chưa đủ điều kiện tham dự vòng bảng                          |
| Uruguay · (4 suất)     | Nacional (Uruguay 1)                                                     | Vòng bảng          | Vô địch Giải bóng đá vô địch quốc gia Uruguay 2019                                                                             |
| Uruguay · (4 suất)     | Peñarol (Uruguay 2)                                                      | Vòng bảng          | Á quân Giải bóng đá vô địch quốc gia Uruguay 2019                                                                              |
| Uruguay · (4 suất)     | Cerro Largo (Uruguay 3)                                                  | Vòng loại thứ hai  | Đội chung cuộc có thành tích tốt nhất giải vô địch quốc gia nhưng chưa đủ điều kiện tham dự vòng bảng                          |
| Uruguay · (4 suất)     | Progreso (Uruguay 4)                                                     | Vòng loại thứ nhất | Đội chung cuộc có thành tích tốt thứ hai giải vô địch quốc gia nhưng chưa đủ điều kiện tham dự vòng bảng                       |
| Venezuela · (4 suất)   | Caracas (Venezuela 1)                                                    | Vòng bảng          | Vô địch Giải bóng đá vô địch quốc gia Venezuela 2019                                                                           |
| Venezuela · (4 suất)   | Estudiantes de Mérida (Venezuela 2)                                      | Vòng bảng          | Á quân Giải bóng đá vô địch quốc gia Venezuela 2019                                                                            |
| Venezuela · (4 suất)   | Deportivo Táchira (Venezuela 3)                                          | Vòng loại thứ hai  | Đội chung cuộc có thành tích tốt nhất giải vô địch quốc gia nhưng chưa đủ điều kiện tham dự vòng bảng.                         |
| Venezuela · (4 suất)   | Carabobo (Venezuela 4)                                                   | Vòng loại thứ nhất | Đội chung cuộc có thành tích tốt thứ hai giải vô địch quốc gia nhưng chưa đủ điều kiện tham dự vòng bảng.                      |